# The Story of Thor
The Story of Thor, i Japan känt som Story of Thor: Hikari o Tsugu Mono (ストーリー オブ トア 〜光を継ぐ者〜 Sutōrī obu Toa ~Hikari o Tsugu Mono~?, lit. "The Story of Thor: Heir of the Light") och i Nordamerika som Beyond Oasis, är ett actionrollspel utvecklat av Ancient och utgivet av Sega till Sega Mega Drive. Spelet återutgavs senare till Wiis Virtual Console den 19 mars 2007 i Nordamerika, och den 5 april samma år i Europa. Spelet togs också med  i Sonic's Ultimate Genesis Collection/Sega Mega Drive Ultimate Collection till Xbox 360 och Playstation 3; i Europa kallas den senare versionen The Story of Thor.
Spelets huvudperson är prins Ali.